# David Whitaker (scénariste)
Pour les articles homonymes, voir Whitaker.
Pour l’article ayant un titre homophone, voir David Whittaker.
David Whitaker est un scénariste britannique né le 18 avril 1928 à Knebworth, en Angleterre, et mort le 4 février 1980 à Londres. Il est principalement connu pour ses scénarios de la série Doctor Who, série pour laquelle il a supervisé les 10 premiers sérials (environ 50 épisodes) en tant que script editor.

## Carrière
Débutant en tant que scénariste pour des séries telles que Compact, A Christmas Night with the Stars ou Garry Halliday David Whitaker est engagé en 1963 pour être le script-editor d'une nouvelle série de science-fiction intitulée Doctor Who. À l'époque, la tâche de script-éditor consiste à superviser l'écriture des différents scénarios afin de donner une unité à l'ensemble de la série. Il travaille alors avec la nouvelle productrice Verity Lambert et travaille sur la série. En 1964, il signe d'ailleurs la première novélisation d'un épisode de Doctor Who, The Daleks retitré Doctor Who in an Exciting Adventure with the Daleks.
Abandonnant début 1965, la charge de script-editor après dixième épisode (The Dalek Invasion of Earth) il continue toutefois à produire périodiquement des épisodes pour la série entre 1965 et 1970. De plus, il est engagé par le magazine de bande dessinée TV Century 21 pour écrire des histoires mettant en scène les ennemis du Docteur, les Daleks. Il reste à l'époque l'un des rares scénaristes (avec Dennis Spooner) assez connu du créateur des Daleks, Terry Nation pour écrire des scripts de scénarios mettant en histoire ses personnages (The Power of the Daleks et The Evil of the Daleks) et participe même à l'élaboration du scénario du film Les Daleks envahissent la Terre (1966)
En 1970, il signe son dernier script pour la série The Ambassadors of Death qui est peu apprécié du producteur Barry Letts et est entièrement modifié avec son consentement, produisant un épisode que lui-même trouvera médiocre. Whitaker continue d'écrire pour d'autres séries comme Paul Temple, Homicide ou Mr. Rose
À la fin des années 70, sous l'impulsion des éditions Target Book, il se lance dans la novélisation de ses précédents script pour Doctor Who. Néanmoins, il décède  d'un cancer en 1980 alors qu'il écrit l'adaptation de The Enemy of the World. Celle-ci est complétée par Ian Marter.

## Filmographie sélective (comme scénariste)
- 1958 : A Christmas Night with the Stars (série télévisée)
- 1962 : Compact (série télévisée)
- 1962 : Garry Halliday (série télévisée)
- 1963 à 1970 : Doctor Who (série télévisée) : (Saison 1 à 7)
- 1965 : Undermind (série télévisée)
- 1966 : Les Daleks envahissent la Terre (écriture additionnelle)
- 1968 : Public Eye (série télévisée)
- 1968 : Mr. Rose (série télévisée)
- 1968 : Subterfuge
- 1969 : Paul Temple (série télévisée)
- 1972 : Homicide (série télévisée)
- 1973 : Elephant Boy (série télévisée)

### Scénarios pourDoctor Who
- 1963 : The Edge of Destruction
- 1965 : The Rescue
- 1965 : The Crusade
- 1966 : The Power of the Daleks (avec Dennis Spooner)
- 1967 : The Evil of the Daleks
- 1967 : The Enemy of the World (avec des changements de Barry Letts et Derrick Sherwin)
- 1967 : The Wheel in Space (sur une histoire de Kit Pedler)
- 1970 : The Ambassadors of Death (avec des changements de Terrance Dicks, Trevor Ray et Malcolm Hulke)

## Sources
- (en) Cet article est partiellement ou en totalité issu de l’article de Wikipédia en anglais intitulé « David Whitaker (screenwriter) » (voir la liste des auteurs).